# Gemma Davison
Gemma Suzanne Davison (Barnet, 17 april 1987) is een Engels voetbalster. Ze verruilde in 2015 Liverpool LFC voor Chelsea LFC.

## Clubcarrière
| Jaar        | Club                                       |
| ----------- | ------------------------------------------ |
| 2005 - 2008 | Arsenal LFC (vrouwenelftal van Arsenal FC) |
| 2008        | New York Magic                             |
| 2008 - 2009 | Arsenal LFC                                |
| 2009        | Chicago Red Eleven                         |
| 2009 - 2010 | Arsenal LFC                                |
| 2010        | Buffalo Flash                              |
| 2011        | Western New York Flash                     |
| 2012        | Sky Blue FC                                |
| 2012 - 2013 | Arsenal LFC                                |
| 2013 - 2014 | Liverpool LFC                              |
| 2015 -      | Chelsea LFC                                |

## Debuut
Davison speelde voor het Engels vrouwenvoetbalelftal onder 19, onder 21 en onder 23. Haar echte debuut maakte ze toen ze in het Engels vrouwenelftal 2-0 won van IJsland.